# Iso Varissaari (ö i Norra Savolax)
Iso Varissaari är en ö i Finland. Den ligger i sjön Haukivesi och i kommunen Varkaus i den ekonomiska regionen  Varkaus ekonomiska region  och landskapet Norra Savolax, i den sydöstra delen av landet, 290 km nordost om huvudstaden Helsingfors. Öns area är 1,6 hektar och dess största längd är 230 meter i öst-västlig riktning.